# Moses Kiptanui
Moses Kipkore Kiptanui (Elegeyo, Marakwet, 1 oktober 1970) is een voormalige Keniaanse atleet op de middellange en lange afstand, die vooral beroemd is geworden op de 3000 m steeple. Hij werd driemaal achtereen wereldkampioen op dit nummer en verbeterde verschillende wereldrecords. Hij nam eenmaal deel aan de Olympische Spelen en veroverde bij die gelegenheid een zilveren medaille.

## Biografie

### Verschillende achternamen
Kiptanui is een volle neef van Richard Chelimo en Ismael Kirui. De verschillende achternamen kunnen worden verklaard, doordat men in Kenia naar keuze de naam mag aannemen van de vader, grootvader of grootmoeder. Zo koos Moses die van zijn vader, noemde Richard zich naar zijn grootvader en verkoos Ismael de naam van zijn grootmoeder.
Moses Kiptanui werd op zijn achttiende ontdekt door de vroegere wereldrecordhouder op de 10.000 m Samson Kimobwa. Het volgende jaar, in 1990, won hij al de wereldtitel bij de junioren op de 1500 m met meer dan twintig meter voorsprong.

### Driemaal wereldkampioen
In 1991 openbaarde hij zich in Stockholm, waar hij een 3000 m steeple afhaspelde in 8.07,89. Enkele weken later bevestigde hij deze chrono in Zürich met een tijd van 8.06,46. Datzelfde jaar werd hij voor het eerst wereldkampioen in die discipline op de wereldkampioenschappen in Tokio.
Pijn aan de knie ontwrichtte zijn seizoen 1992. Op 1 juli plaatste hij zich in Nairobi pas als vierde in de Keniaanse selecties voor de Spelen in Barcelona. Hoewel hij twee weken eerder de nationale titel op de 1500 m had behaald, kon hij niet op de welwillendheid van de keuzecommissie rekenen. Op de WK's van 1993 en 1995 was hij er echter gewoon bij en prolongeerde hij beide keren zijn titel. Bij de Olympische Spelen van 1996 in Atlanta werd Kiptanui 'slechts' tweede achter Joseph Keter. Op de WK van 1997 haalde hij nog een zilveren medaille achter Wilson Boit Kipketer.

### Als eerste door de muur van acht minuten
Zijn eerste wereldrecord liep Moses Kiptanui vlak na de Olympische Spelen van 1992: op 16 augustus brak hij in Keulen het wereldrecord op de 3000 m, en drie dagen later op 19 augustus in Zürich ook op de 3000 m steeple. Op 8 juni 1995 verbeterde hij in Rome het wereldrecord van Haile Gebrselassie op de 5000 m. Op 16 augustus van dat jaar nam Haile Gebrselassie dat record in Zürich weer over, maar dook Kiptanui op zijn beurt met een tijd van 7.59,18 als eerste atleet ter wereld onder de 8 minuten op de 3000 m steeple. Tot verdriet van de Belgische organisatoren van de Memorial Van Damme overigens, want nauwelijks anderhalve week later herhaalde hij die stunt door in Brussel 7.59,53 te laten noteren. Alleen was dat toen geen primeur meer.

## Titels
- Wereldkampioen 3000 m steeple - 1991, 1993, 1995
- Afrikaanse Spelen kampioen 3000 m steeple - 1991
- Afrikaans kampioen 1500 m - 1990
- Keniaans kampioen 1500 m - 1992
- Keniaans kampioen 3000 m steeple - 1991, 1995, 1997
- Wereldkampioen junioren 1500 m - 1990

## Persoonlijke records
Outdoor
| Onderdeel      | Prestatie | Datum            | Plaats   |
| -------------- | --------- | ---------------- | -------- |
| 1500 m         | 3.34,44   | 28 augustus 1994 | Rieti    |
| 1 Eng. mijl    | 3.52,06   | 1991             | Onbekend |
| 2000 m         | 4.52,53   | 21 augustus 1992 | Berlijn  |
| 3000 m         | 7.27,18   | 25 juli 1995     | Monaco   |
| 2 Eng. Mijl    | 8.09,01   | 30 juli 1994     | Hechtel  |
| 5000 m         | 12.54,85  | 5 juni 1996      | Rome     |
| 3000 m steeple | 7.56,16   | 24 augustus 1997 | Keulen   |

Indoor
| Onderdeel   | Prestatie | Datum            | Plaats        |
| ----------- | --------- | ---------------- | ------------- |
| 3000 m      | 7.35,15   | 12 februari 1995 | Gent          |
| 2 Eng. mijl | 8.16,18   | 4 maart 1992     | San Sebastián |

## Wereldrecords
Moses Kiptanui liep in totaal vijf wereldrecords:
- 3000 m - 7.28,96 (Keulen, 16 augustus 1992)
- 2 Eng. mijl - 8.09,01 (Hechtel, 30 juni 1994)
- 5000 m - 12.55,30 (Rome, 8 juni 1995)
- 3000 m steeple - 8.02,08 (Zürich, 19 augustus 1992)
- 3000 m steeple - 7.59,18 (Zürich, 16 augustus 1995)

## Palmares

### 1500 m
- 1990:  WJK - 3.38,32

### 3000 m
- 1993:  ISTAF  - 7.39,05
- 1996: 4e Bislett Games - 7.43,39
- 1997: 7e WK indoor - 7.41,87
- 1998: 5e Bislett Games - 7.30,82

### 3000 m steeple
Kampioenschappen
- 1991:  WK - 8.12,59
- 1991:  Afrikaanse Spelen - 8.27,09
- 1991:  Grand Prix - 8.13,92
- 1991:  Memorial Van Damme - 8.06,46
- 1993:  WK - 8.06,36
- 1993:  Grand Prix - 8.15,66
- 1994:  Wereldbeker - 8.28,28
- 1995:  WK - 8.04,16
- 1995:  Grand Prix - 8.02,45
- 1995:  Memorial Van Damme - 7.59,52
- 1996:  OS - 8.08,33
- 1996:  Memorial Van Damme - 8.12,65
- 1997:  WK - 8.06,04
- 1997:  Grand Prix - 8.21,87
- 1999: 6e Grand Prix Finale - 8.14,78

Golden League-podiumplek
- 1998:  Golden Gala – 8.04,96

### 5000 m
- 1992:  Memorial Van Damme - 13.00,93
- 1993: 4e Memorial Van Damme - 13.14,62
- 1994:  Goodwill Games - 13.10,76
- 1994:  IAAF/Mobil Grand Prix Final in Parijs - 13.14,93
- 1995:  Golden Gala in Rome - 12.55,30
- 1995:  ISTAF in Berlijn - 13.00,90
- 1996:  Golden Gala in Rome - 12.54,85

1983 Patriz Ilg ·
1987 Francesco Panetta ·
1991 Moses Kiptanui ·
1993 Moses Kiptanui ·
1995 Moses Kiptanui ·
1997 Wilson Boit Kipketer ·
1999 Christopher Koskei ·
2001 Reuben Kosgei ·
2003 Saif Saaeed Shaheen ·
2005 Saif Saaeed Shaheen ·
2007 Brimin Kipruto ·
2009 Ezekiel Kemboi ·
2011 Ezekiel Kemboi ·
2013 Ezekiel Kemboi ·
2015 Ezekiel Kemboi ·
2017 Conseslus Kipruto ·
2019 Conseslus Kipruto ·
2022 Soufiane El Bakkali ·
2023 Soufiane El Bakkali